# Fnöskticka
Fnöskticka, Fomes fomentarius, är en svamp i den polyfyletiska gruppen tickor, i familjen Polyporaceae, som är parasit på försvagade lövträd, framförallt björk och bok.
Den första vetenskapliga beskrivningen av arten gjordes av Carl von Linné 1753 i verket Species plantarum, där den fick namnet Boletus fomentarius. Artnamnet fomentarius är latin för tände.

## Bygdemål
| Namn    | Trakt    | Referens |
| ------- | -------- | -------- |
| Knöske  | Värmland | [ 13 ]   |
| Knöstje | Närke    | [ 13 ]   |

## Beskrivning
Fnösktickan är en vanligt förekommande ticka, med en hovformad fruktkropp, som är flerårig och kan bli mycket stor. Ibland växer den i flera våningar på sitt värdträd. Färgen på hatten varierar från ljusgrått till mörkgrått, nästan svart. Det förekommer också ljusbruna exemplar. Fnösktickan släpper sina sporer på våren. Fnösktickan förekommer på de flesta i Sverige förekommande lövträd. Tillsammans med sprängtickan är det den vanligaste svampen som angriper björk.

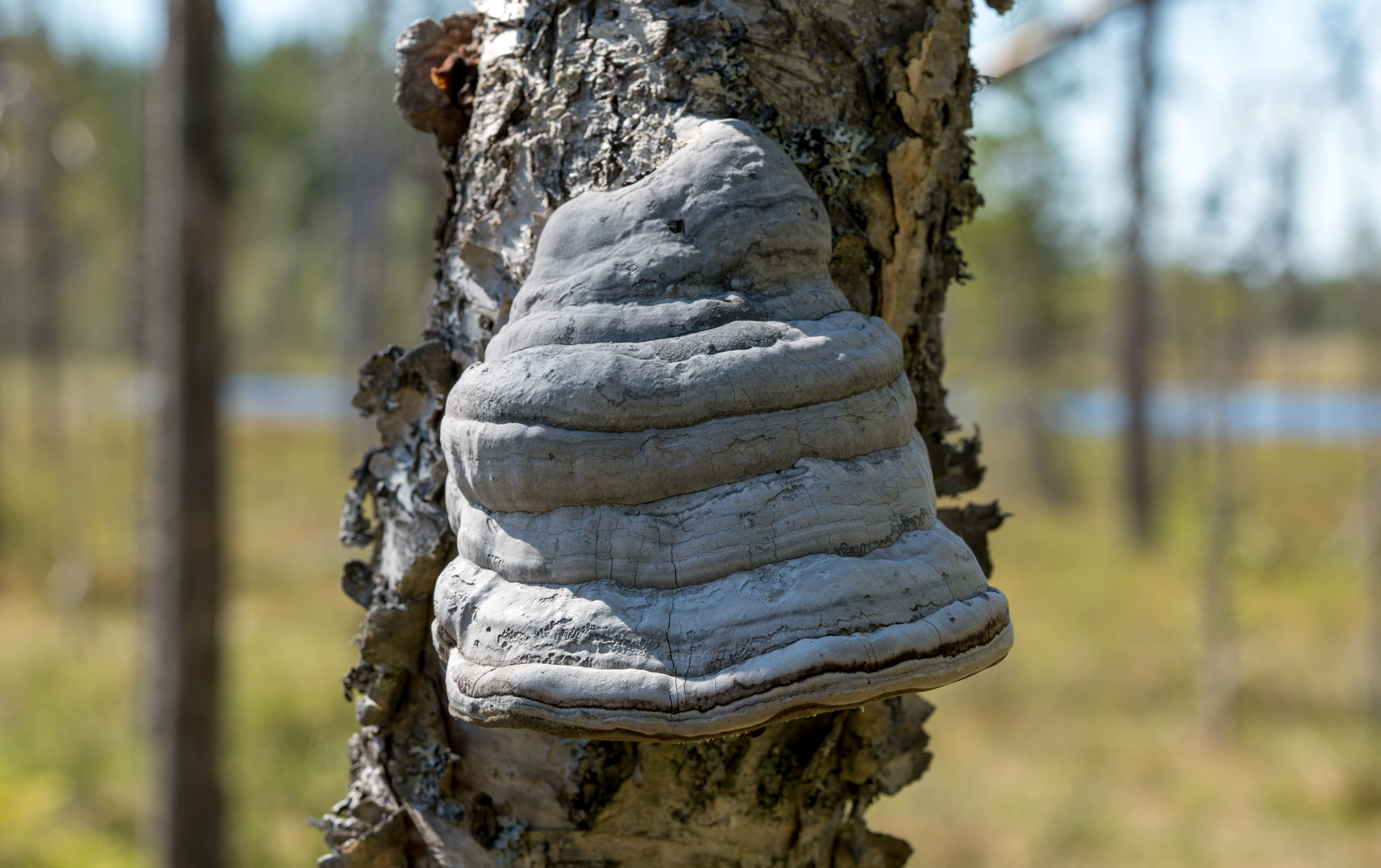
Fnöskticka på björk.

## Utbredning
Fnösktickan är vanlig i stora delar av Europa och finns även i Asien och Nordamerika.

## Fnöske
Fnösktickan har tidigare haft stor användning vid framställning av fnöske. Fnöske är ett läderaktigt, lättantändligt material som framför allt framställts från olika tickor, men även annat liknande material.
Fnösket har huvudsakligen haft tre användningsområden:
- eldslagning
- sjukvård [18]
- kläder [17] [19]

även om det framför allt förknippas med uppgörande av eld. Från stenåldern och framåt hade fnösket stor betydelse för människans möjligheter att hålla sig varm i kallt klimat. Ett arkeologiskt bevis för detta utgör fyndet på 1990-talet av Ismannen. Ismannen levde omkring år 3 300 f. Kr. under den period som kallas kopparstenåldern. Han bar med sig en läderpung med några flintredskap, fnöske och svavelkis.
Fnöske framställdes i fabriksmässig skala under 1800-talet, framför allt i Mellaneuropa, fram till dess att tändstickan tog över. Fortfarande kan man stöta på klädesplagg gjorda av fnöske.
Även tickorna eldticka, klibbticka och platticka går bra att använda till fnöske. Dessutom kan fnöske erhållas genom att behandla ludd från blad av örten kungsljus, Verbascum thapsus.

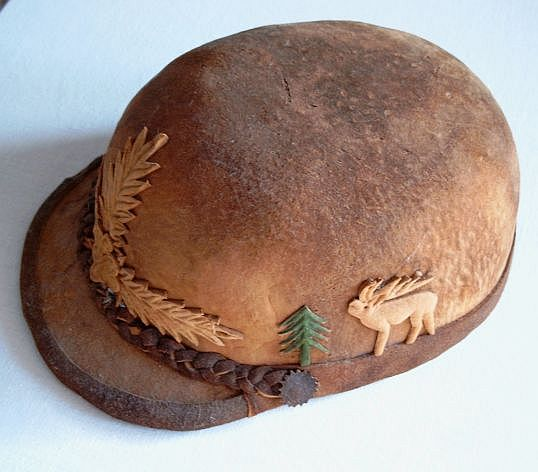
Rumänsk hatt gjord av fnöskticka.

## Nyttoväxten
Fnösktickan sågs fordom som en verklig nyttoväxt, som man gärna odlade, förutom att plocka i skogen. I Sverige planterades gärna lövträd nära gårdar och byar, framför allt oxel, som ger extra stora tickor. I Danmark planterades bok på fuktiga ställen, och när plantan vuxit i några år, böjdes toppen till marken och förankrades. På det viset sätt fick man bågar som växte sig grova, och behövde ingen stege när det blev dags att skörda.

### Farmakologiska namn
Förr salufördes fnöske även på apoteken under diverse latinska namn:
| - Agaricus chiirurgorum - A. falsus - A.fomentarius - A. quercinus - A. quernus - A. spurius | - Boletus chirurgorum - B. fomentarius - B. igniarius - B. quercinus | - Fungus chirurgorum - F. ignarius - F. quercus - F. quernus - Querkus praeparatus |

## Etymologi
Själva ordet fnöske anses vara onomatopoetiskt och syfta på ljudet när det brinner. Det härleds till isländska fnjóskr och urnordiska fnausk.